# Alecu Beldiman
Alexandru (Alecu) Beldiman (n. 1760, Huși, Moldova – d. 1825/1826, Iași) a fost vornic, poet și traducător prolific din literatura franceză.

## Biografie
A fost fiul lui Gheorghe G. Beldiman (1724 – 3 aprilie 1792), aparținând unei vechi familii boierești. Alexandru Beldiman a avut patru frați, Anastasia, Ioan, Filip și Dimitrie. A fost căsătorit de mai multe ori, dar a avut doar doi copii, Vasile Beldiman (d. 1853) și pe Profira (1792-1870).

## Activitatea literară
A debutat cu Moartea lui Avel, (Buda,1818), pastorală în proză tradusă după Salomon Gessner (1818). Este autorul unei ample scrieri în versuri Tragodia Moldovei sau mai bine a zice Jalnica Moldovii întâmplare după răzvrătirea grecilor, 1821, publicată postum (1861, 1874), care este de fapt o cronică versificată a răzmeriței de la 1821. Acest poem epic este conceput în stil de pamflet, cu o simplă valoare documentară.. În cele 4266 versuri monotone, cu rare sclipiri de artă, „Tragodia...”alternează descrierea amănunțită și plată a înscăunării Eteriei la Iași, a băjenirii evgheniților și a risipirii zavergiilor de către turci, cu satira directă. 
Poeziile lirice intitulate „Stihuri făcute la Tazlău în vremea închiderii mele acolo, în anul 1824, aprilie 20 - Stihuri alcătuite de răposat postelnic Alecul Beldiman” au fost incluse de Mihail Kogălniceanu în ediția Cronicilor României (III, București, 1874). Poetul liric face parte din școala lui Costache Conachi, însă este lipsit de un real talent.
A tradus din limba franceză „Istoria lui Numa Pompilie, al doilea Craiu al Romii”, roman pastoral de Florian și „Tragodia lui Orest” de Voltaire, Buda, 1820. S-au păstrat în manuscris și alte traduceri (Odiseea, tradusă direct din limba greacă). A tradus și din Pietro Metastasio, J. Fr. Regnard etc.
A tradus pe la începutul secolului al XIX-lea Istoria cavalerului de Grié și a iubitei sale Manon Lesco, scriere rămasă în manuscrisul 193 al Bibliotecii Academiei Române, fiind vorba probabil de prima traducere în română a unei scrieri a abatelui Prévost.